# حرب خاركيف
هجوم خاركيف 2024 هو عملية عسكرية شنتها روسيا في 10 مايو 2024 ضد أوكرانيا، حيث حاولت القوات الروسية اختراق الدفاعات الأوكرانية في مقاطعة خاركيف باتجاه مدينتي فوفتشانسك وخاركيف.

## خلفية
جاء الهجوم بعد:
- شهور من الجمود على الجبهة الشمالية الشرقية
- نقص الذخائر الأوكرانية بسبب تأخر المساعدات الغربية[2]
- محاولة روسية لاستنزاف القوات الأوكرانية

## تطور العمليات

### التقدم الروسي
حقق الجيش الروسي:
- السيطرة على 13 قرية وبلدة بحلول نهاية مايو 2024[3]
- تقدم محدود بعمق 5-10 كم داخل الأراضي الأوكرانية
- توقف الهجوم الرئيسي بحلول يونيو حسب مراقبين

### الهجوم المضاد الأوكراني
في 19 يونيو 2024:
- بدأت القوات الأوكرانية هجوماً مضاداً محدوداً
- استعادت السيطرة على بعض المواقع
- لم تتمكن من تحقيق اختراق كبير

## تداعيات
- نزوح آلاف المدنيين من مناطق القتال[4]
- زيادة الضغط على الدفاعات الأوكرانية
- إعادة انتشار بعض القوات الأوكرانية من جبهات أخرى

## معرض الصور

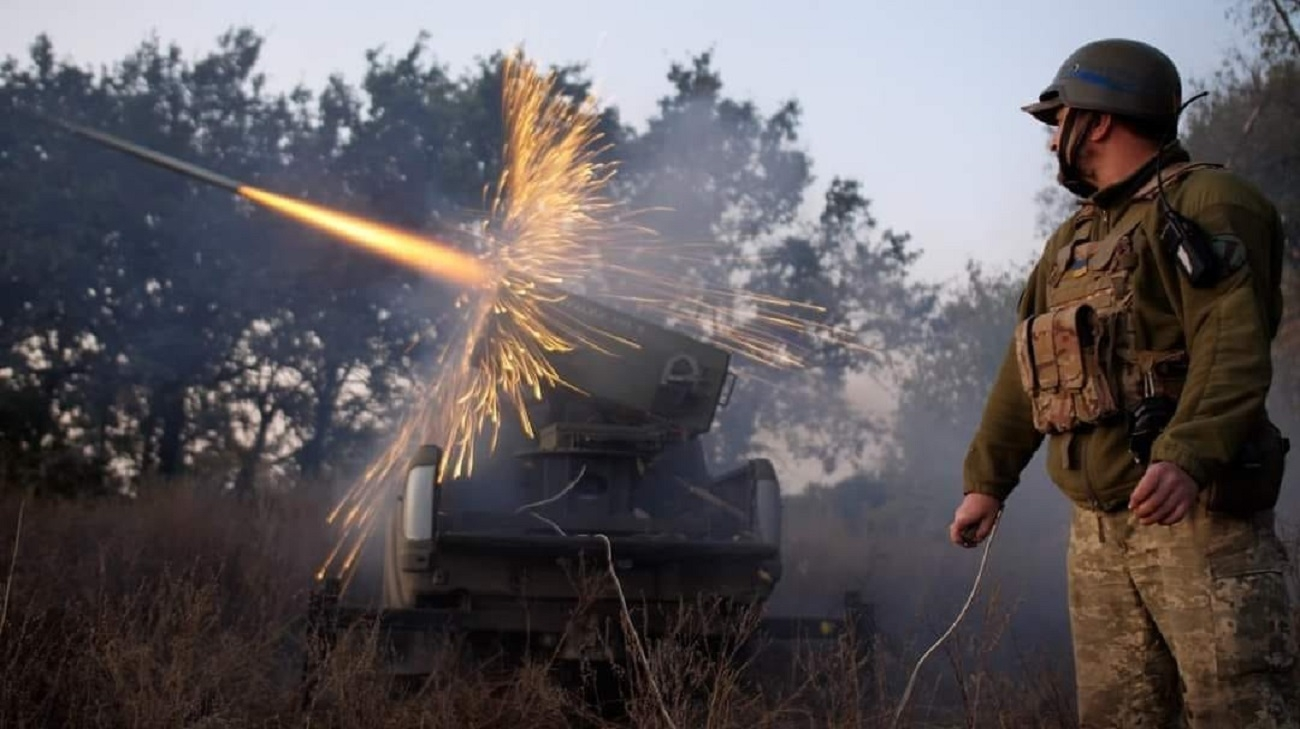
خريطة التقدم الروسي (مصدر: ISW)
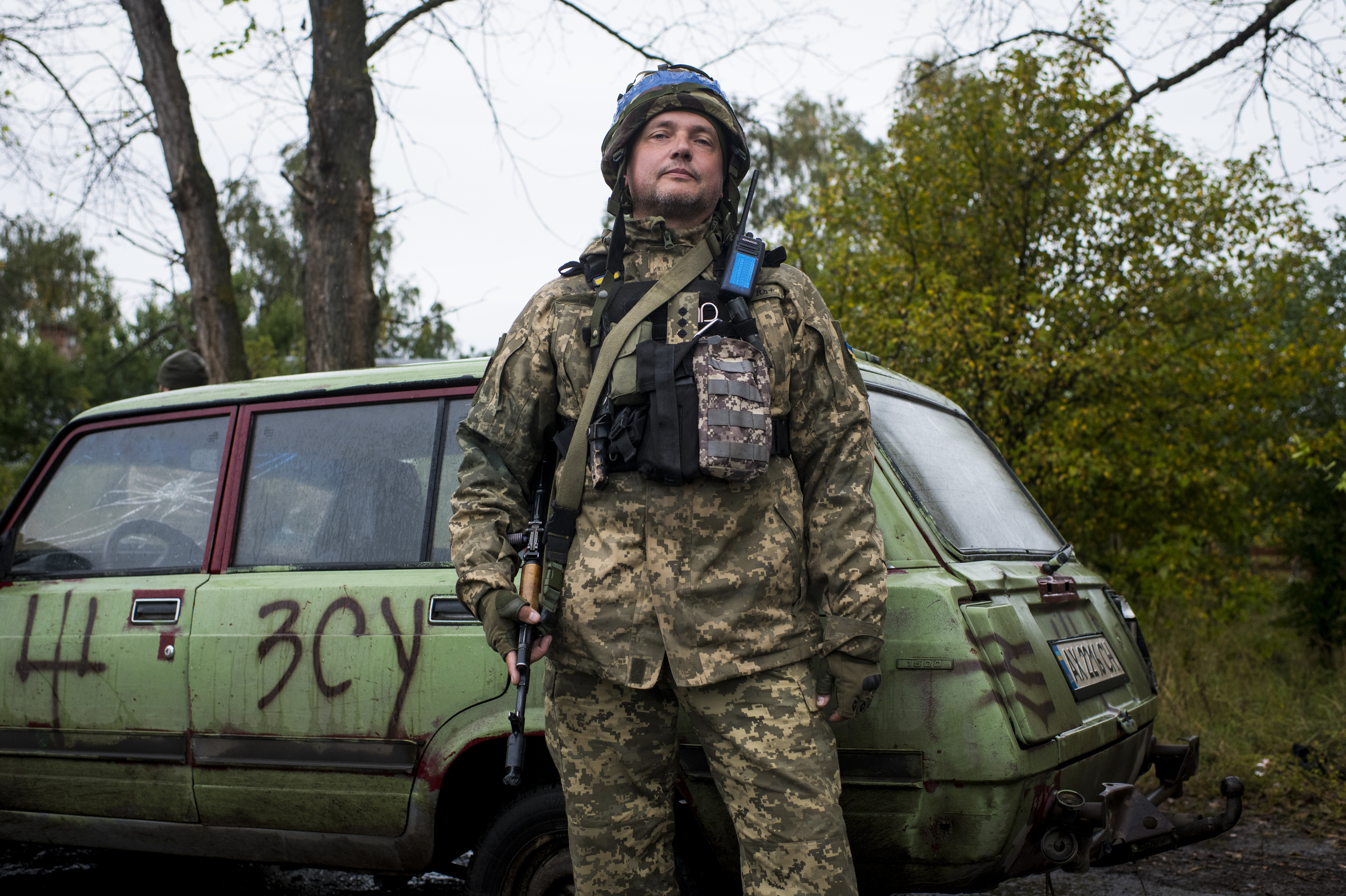
جنود أوكرانيون في الجبهة (مصدر: رويترز)

## وصلات خارجية
- تحديثات المعهد لدراسات الحرب
- تغطية بي بي سي للهجوم